# فرانسيسكو أغيلار باركيرو
فرانسيسكو أغيلار باركيرو (بالإسبانية: Francisco Aguilar Barquero)‏ (و. 1857 – 1924 م) هو سياسي، ومحام من كوستاريكا .